# Gianni Celati
Gianni Celati (Sondrio, 10 januari 1937 – Brighton, 2 januari 2022) was een Italiaanse schrijver, vertaler en literair criticus.
Hij bracht zijn jeugd door in de provincie Ferrara. Hij was docent Engels-Amerikaanse literatuur aan de universiteit van Bologna en later aan diverse Engelse en Amerikaanse universiteiten. Hij woonde en overleed in Brighton.

## Werk
Le Comiche van 1971, Le Aventure di Guizzardi van 1973, La banda dei sospiri van 1976 en Lunario del paradiso van 1978 zijn lange, komisch-avontuurlijke verhalen, die zijn geschreven in een slordig dagelijks taalgebruik, dat teruggaat naar de traditie van rondtrekkende zangers. Tot zijn oeuvre behoren ook de verhalen van Narratori delle pianure (1984) (Grinzane Cavour prijs), de filosofische Quattro novelle sulle apparenze (1987), Verso la foce (1989) (Mondello prijs), waarin een lichte toon van verbazing klinkt over de gebeurtenissen in het dagelijks leven. In 1994 schreef hij L'Orlando innamorato raccontato in prosa en in 1998 verzamelde hij zijn aantekeningen van zijn Afrikaanse reizen in Avventure in Africa (Feronia prijs en Zerilli-Marimò prijs voor Italiaanse literatuur).
Andere verhalen zijn verzameld in Cinema naturale (2001) (Piero Chiara prijs) in 2005 publiceerde Celati de pseudo-antropologische studie Fata Morgana (Ennio Flaiano prijs) en in 2006 kreeg hij de Viareggio prijs voor zijn roman Vite di pascolanti. Celati vertaalde o.a. werk van Jonathan Swift, William Gerhardie, Herman Melville, Stendhal, Louis Ferdinand Céline, Mark Twain, Roland Barthes, Jack London, Henri Michauxen Georges Perec. Hij maakte ook een aantal documentaires, zoals Strada Provinciale delle Anime (1991) en Diol Kadd (2010, opgenomen in Senegal).

## Oeuvre
- Le Comiche, 1971, roman
- Le avventure del Guizzardi, 1972, roman
- La banda dei sospiri, 1976, roman
- Finzioni occidentali, 1975, essays
- Lunario del paradiso, 1978, roman
- Alice disambientata, 1978, pseudo-essay over Lewis Carrol
- Narratori delle pianure, 1985, verhalen, vertaald in het Engels door Robert Lumley als Voices from the planes
- Quattro novelle sulle apparenze, 1987, verhalen, vertaald in het Engels door Stuart Hood als Appearences
- La farsa dei tre clandestini. Un adaltamento dai Marx Brothers, 1987, toneel
- Verso la foce, 1988, reisverhalen
- Parlamenti buffi, 1989, verhalen
- L'Orlando innamorato raccontato in prosa, 1994, bewerking van het klassieke gedicht
- Recita dell'attore Atillio Vecchiatto al teatro di Rio Saliceto, 1996, toneel
- Avventure in Africa, 1998, vertaald in het Engels door Adria Bernardi als Adventures in Africa, reisverhalen
- Cinema naturale, 2001, verhalen
- Fata Morgana, 2005, pseudo-essay
- Vite di pascolanti, 2006, verhalen
- Costumi degli italiani 1., 2008, verhalen
- Costumi degli italiani 2., 2008, verhalen
- Sonnetti del Bandalucco nell'Italia odierna, 2010, gedichten
- Cinema all'aperto, 2011, verhalen met DVD
- Conversztioni del vento volatare, 2011, interviews
- Passar la vita a Diol Kadd, 2011, dagboeken 2003-2006 met DVD
- Selve d'amore, 2013, verhalen

## Over Celati
- Rebecca J.West, Gianni Celati: The Craft of Everyday Storytelling, Toronto, 2000
- www.complete-review.com/reviews/travel/celati.htm over Adventures in Afric

- Bibsys: 90525755
- Biblioteca Nacional de España: XX884728
- Bibliothèque nationale de France: cb121356034 (data)
- Catàleg d'autoritats de noms i títols de Catalunya: 981058510929606706
- CiNii: DA03234788
- Digitale Bibliotheek voor de Nederlandse Letteren: cela003
- Gemeinsame Normdatei: 11918463X
- International Standard Name Identifier: 0000 0001 2321 4843
- Library of Congress Control Number: n79004166
- Nationale Bibliotheek van Tsjechië: kup19960000014262
- Nationale bibliotheek van Australië: 35693764
- Nationale Bibliotheek van Israël: 987007457160405171
- Nationale en Universitaire bibliotheek Zagreb: 000127862
- Nederlandse Thesaurus van Auteursnamen: 072255811
- Istituto Centrale per il Catalogo Unico: CFIV008236
- Système universitaire de documentation: 029808723
- Trove: 1045587
- Virtual International Authority File: 106226871
- WorldCat: E39PBJtmxCBRDQWdhgf8xmhCQq